# فرد راینهارد دالمایر
فرد راینهارد دالمایر استاد فلسفه و علوم سیاسی دانشگاه نتردام است. او از دانشگاه مونیخ دکترای حقوق و از دانشگاه دوک دکترای علوم سیاسی دارد.

## آثار
- زبان و سیاست، فرد راینهارد دالمایر، مسعود آریایی نیا (به اهتمام)، عباس منوچهری (به اهتمام)، مرتضی بحرانی (به اهتمام)، سیدمحسن علوی پور (به اهتمام)، تهران: پژوهشکده مطالعات فرهنگی و اجتماعی
- سیاست مدن و عمل (تمرین‌های فکری در عرصه نظریه سیاسی معاصر)، فرد راینهارد دالمایر، مصطفی یونسی (مترجم)، تهران: پرسش
- دین و روابط بین‌الملل، فرد راینهارد دالمایر، یورگن هابرماس، عسگر قهرمان پور بناب، تهران: پژوهشکده مطالعات فرهنگی و اجتماعی
- راه‌های بدیل: فراسوی شرق‌شناسی و غرب‌شناسی، فرد راینهارد دالمایر، فاطمه صادقی (مترجم)، نرگس تاجیک (مترجم)، تهران: پرسش
- شگفتی؟ قدرت جهانی و ناخرسندی از آن، فرد راینهارد دالمایر، مسعود آریایی نیا (مترجم)، عباس منوچهری (مترجم)، مرتضی بحرانی (مترجم)، سیدمحسن علوی پور (مترجم)، حمید نساج (مترجم)، تهران: پژوهشکده مطالعات فرهنگی و اجتماعی